# Blancpain
Blancpain ([blɑ̃pɛ̃], Бланпе́н) — одна из старейших марок швейцарских часов.

## История

Жан-Жак Бланпен (1693 — ?)

### Семейное предприятие
Компания была основана в виде небольшой мастерской в 1735 году деревенским часовщиком Жан-Жаком Бланпеном (ок. 1693—?) в деревне Вильре. Его внук Давид-Луи Бланпен (1765—1816) начал продажу часов в основных европейских столицах. Старший сын Давида-Луи  Фредерик-Луи (1786—1843), бывший офицер Наполеоновских войн в 1815 году преобразовал мастерскую в фабрику и наладил производство карманных часов. В 1830 году фабрика перешла под управление сыну Фредерика-Луи Фредерику-Эмилю (1811—1857), при котором она была переименована в «Emile Blancpain» и стала самым крупным предприятием в Вильре. В 1857 году фабрика перешла трём сыновьям Фредерика-Эмиля — Жюлю-Эмилю (1832—1928), Нестору (1833—1906) и Полю-Альсиду (1839—1899). К 1876 году лишь Жюль-Эмиль остался в этом бизнесе, для которого он построил новое производственное помещение. Из двух сыновей Жюля-Эмиля лишь Фредерик-Эмиль Бланпен (1863—1932) участвовал в деятельности семейного предприятия, в то время как второй сын Жюль (1860—1914) выбрал для себя карьеру художника.

### Продолжатели
В 1932 году Фредерик-Эмиль скончался не оставив наследников, после чего фабрика перешла в руки его близких сотрудников — Бетти Фихтер и Андре Леаля. В 1933 году фабрика сменила название на Rayville (Реви́ль — фонетическая анаграмма от Вильре). С 1950 по 1980 компанией руководил племянник Фихтер Жан-Жак. В 1960 году компания вошла в состав группы Société suisse pour l'industrie horlogère (с фр. — «Швейцарская компания часовой промышленности», SSIH — в 1985 году переименована в SMH Group, в настоящее время Swatch Group). В 1971 году новое руководство SSIH решило кардинально менять стратегию на часовом рынке в пользу кварцевых часов и через некоторое время прекратили производство часов под маркой Blancpain. 

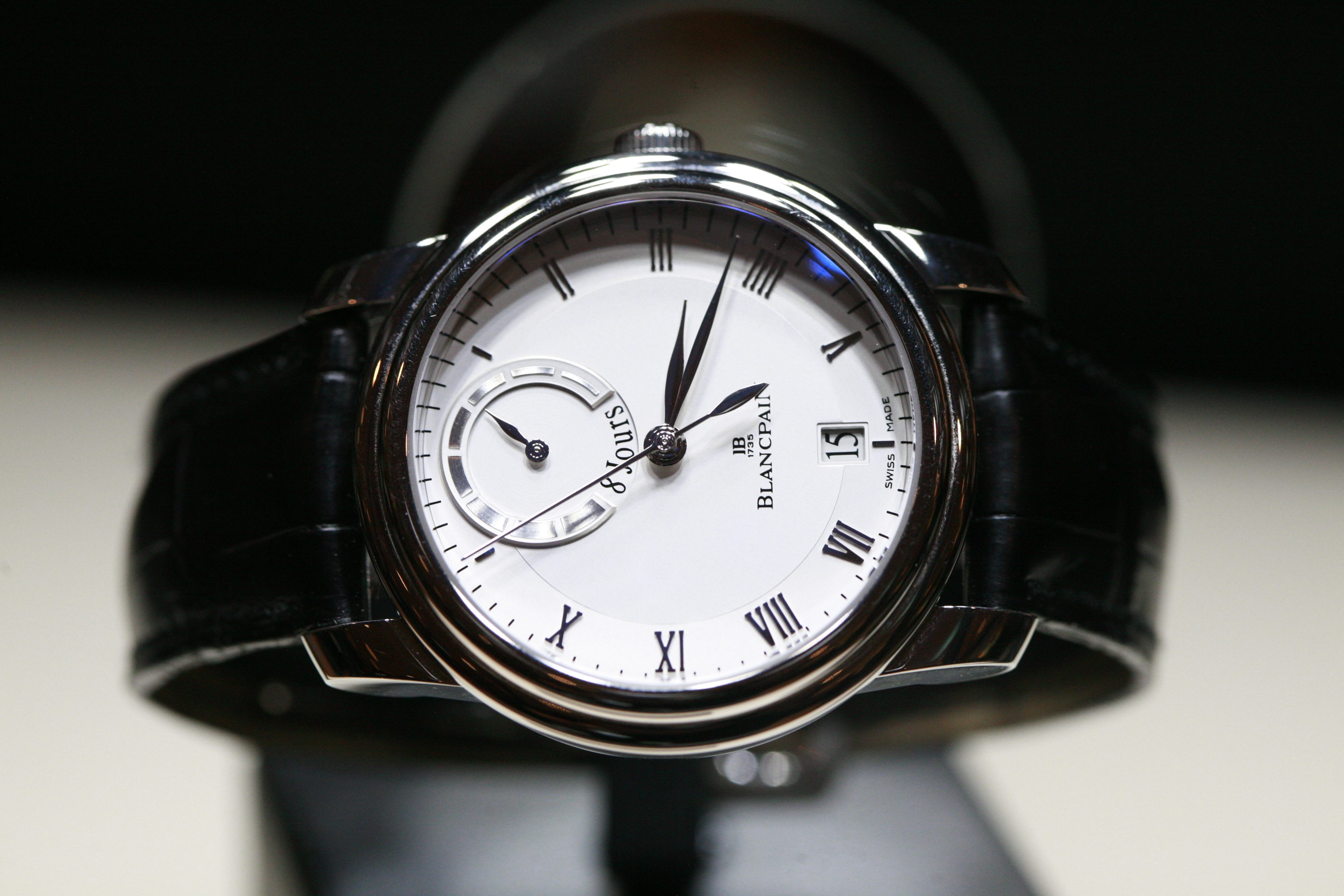
Часы Blancpain

### Возрождение
В 1983 году владельцы продали марку новым собственникам — Жан-Клоду Биверу и Жаку Пиге за почти символическую сумму в 18 000 швейцарских франков. Новые собственники возродили производство механических наручных часов верхнего ценового сегмента под маркой Blancpain. В качестве рекламного слогана был выбран «Blancpain не производит кварцевые часы и никогда не будет». Новое часовое производство для марки было открыто в коммуне Ле-Шени в кантоне Во.

### Swatch Group
В 1992 году Swatch Group выкупила возрождённую марку за 56 000 000 швейцарских франков. С 2002 года компанию возглавляет Марк Александр Хайек.

## Достижения
- 1953 — первые часы для глубоководного плавания Fifty Fathoms. Часы оказались очень успешными, в том числе благодаря удачному продакт-плейсменту — часы были показаны в документальном фильме Жак-Ива Кусто «В мире безмолвия», удостоенного Золотой пальмовой ветви Каннского кинофестиваля 1956 года[1]
- 1965 — вышла модель Ladybird: самые маленькие в мире часы с автоподзаводом
- 1983 — впервые самые маленькие часы в мире с указателем фаз луны, дня недели, месяца и текущего числа
- 1988 — самые маленькие наручные часы с минутным репи́тиром
- 1989 — самый тонкий хронограф и первый сплит-хронограф с автоподзаводом (способный измерять несколько промежутков времени одновременно)
- 1990 — часы с турбийоном, автоподзаводом, указателем дат и резервом хода на неделю
- 1991 — Blancpain представила 6 шедевров часового искусства в одном корпусе, часы «1735»: самые сложные наручные часы за всю историю, состоящие из 740 деталей.
- 1996 — создан самый маленький и самый тонкий женский хронограф с автоподзаводом
- 2000 — созданы часы Tourbillon Perpetual Calender с автоматическим подзаводом: механизм вечного календаря часов автоматически учитывает текущие число, день недели, месяц и фазы Луны, не требуя корректировки даже в високосный год (ближайшая корректировка потребуется только в 2100 году)

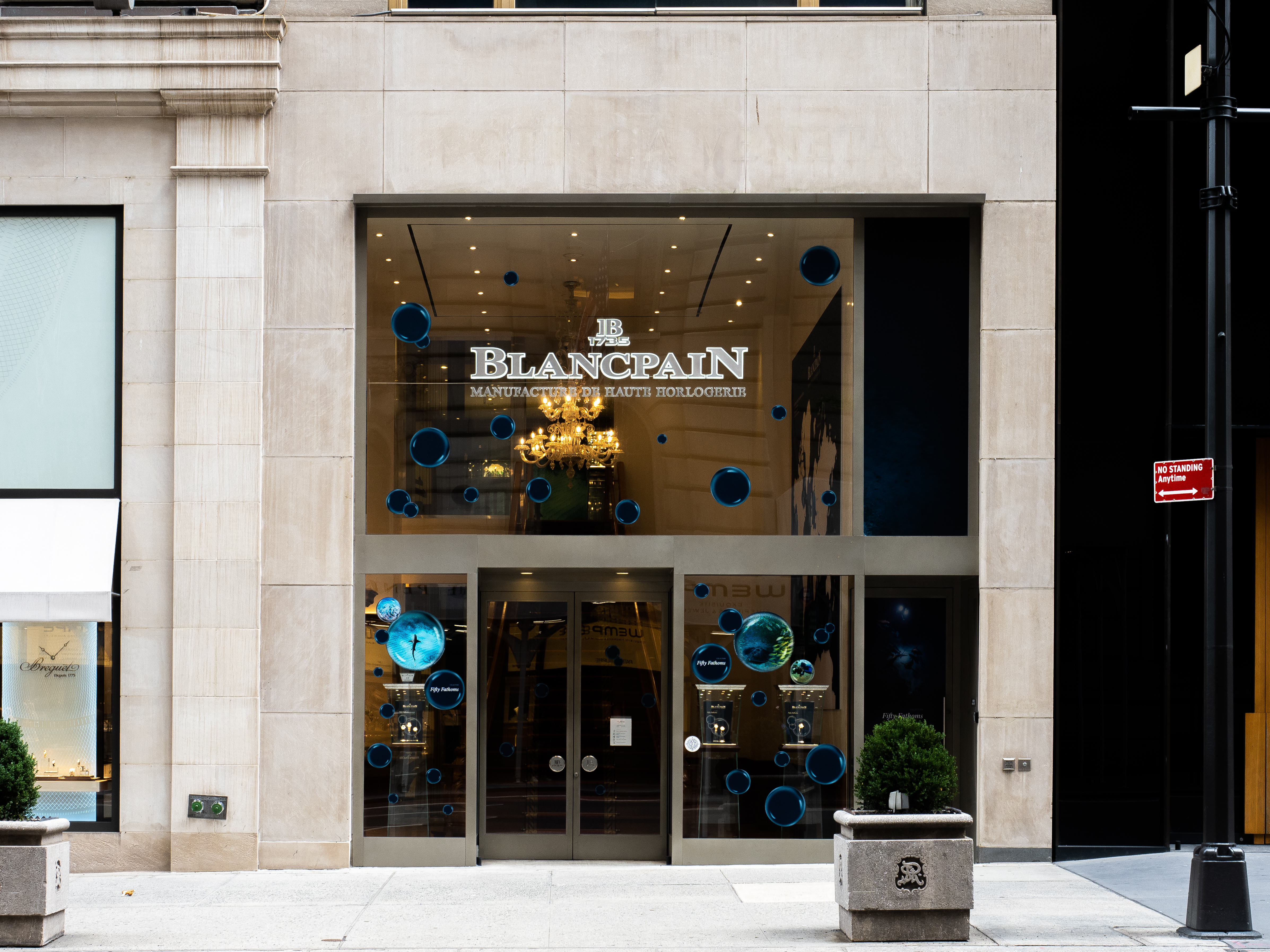
Бутик Blancpain в Нью-Йорке

## Названия
За свою историю компания сменила несколько названий:
- с 1830 — Emile Blancpain
- с 1857 — E. Blancpain et Fils (с фр. — «Э. Бланпен и сыновья»)
- с начала XX века — E. Blancpain Fils (с фр. — «Сыновья Э. Бланпена»)
- с 29 июня 1933 — Rayville SA, successeurs de Blancpain (с фр. — «АО Ревиль, наследники Бланпена»)
- с 1959 — Manufacture d'horlogerie Rayville SA Montres Blancpain (с фр. — «АО Часовая мануфактура Ревиль, часы Бланпен»)